# Elecciones generales de Anguila de 1984
Elecciones generales adelantadas tuverion lugar en Anguila el 9 de marzo de 1984. El resultado fue una victoria para la Alianza Nacional de Anguila, el cual ganó cuatro de los siete escaños en la Asamblea.

## Resultados
| Partido                     | Votos | % | Escaños | +/– |
| --------------------------- | ----- | - | ------- | --- |
| Alianza Nacional de Anguila |       |   | 4       |     |
| Partido Popular de Anguila  |       |   | 2       | –3  |
| Independientes              |       |   | 1       |     |
| Total                       |       |   | 7       | 0   |
| Fuente: The Anguillan       |       |   |         |     |